# Supera
Supera Farma Laboratorios S.A. (ou simplesmente Supera) é uma Joint venture entre os laboratórios brasileiros Eurofarma e Cristália e a multinacional americana Merck Sharp and Dohme (MSD).

## História
Criada em 2011, inicialmente entre os laboratórios  Eurofarma e Cristália. Mais tarde, em 2012, a multinacional americana Merck Sharp and Dohme (MSD) também passou a fazer parte da Joint venture.
Em 2019, inaugurou um centro de distribuição em Pouso Alegre, cidade considerada o polo farmacêutico de Minas Gerais.
Em 2023 anunciou um rebranding e novo posicionamento, com nova logomarca e passando a se chamar Supera Farma.